# 대한민국 민법 제183조
대한민국 민법 제183조는 종속된 권리에 대한 소멸시효의 효력에 대한 민법총칙상 조문이다.

## 조문
제183조(종속된 권리에 대한 소멸시효의 효력) 주된 권리의 소멸시효가 완성한 때에는 종속된 권리에 그 효력이 미친다.

第183條(從屬된 權利에 對한 消滅時效의 效力) 主된 權利의 消滅時效가 完成한 때에는 從屬된 權利에 그 效力이 미친다.

Article 183 Statute of Limitations on Subordinate Right
When the statute of limitations has run on the primary right, it also runs on the subordinate right as well..

## 참고 문헌
- 오현수, 일본민법, 진원사, 2014. ISBN 978-89-6346-345-2
- 오세경, 대법전, 법전출판사 , 2014 ISBN 978-89-262-1027-7
- 이준현 , LOGOS 민법 조문판례집, 미래가치, 2015. ISBN 979-1-155-02086-9

## 같이 보기
- 대한민국 민법 제184조

+